# كيه بي إم جي
كيه بي إم جي الدولية المحدودة (تعرف اختصاراً بـ«كي بي إم جي») (بالإنجليزية: KPMG) هي شركة أنجلو-هولندية متعددة الجنسيات، تعتبر واحدة من أربع أكبر شركات محاسبة في العالم.
يقع المقر الرئيسي لشركة «كيه بي إم جي» في أمستلفين بهولندا، على الرغم من أنها تأسست في المملكة المتحدة، إلا أنها تملك شبكة من الشركات في 147 دولة، وتضم أكثر من 219000 موظف، ولديها ثلاثة خطوط خدمات: التدقيق المالي والضرائب والاستشارات. وتنقسم خدماتها الضريبية والاستشارية إلى مجموعات خدمات متنوعة.
يرمز الاسم «كيه بي إم جي» إلى كلينفيلد بيت مارويك جورديلر (بالإنجليزية: Klynveld Peat Marwick Goerdeler). وقد تم اختياره عندما اندمجت KMG) Klynveld Main Goerdeler) مع Peat Marwick في عام 1987.

## الخدمات
تم تنظيم كيه بي إم جي لخطوط الخدمة الثلاثة التالية:
| الخدمة         | حصص الإيرادات (2020) |
| -------------- | -------------------- |
| تدقيق          | 38%                  |
| استشارة إدارية | 40%                  |
| استشارة ضريبية | 22%                  |

## طاقم العمل
كانت شركة كيه بي إم جي هي صاحب العمل المفضل بين شركات المحاسبة الأربع الكبرى وفقًا لموقع CollegeGrad.com. كما احتلت المرتبة الرابعة في قائمة «أفضل 50 مكانًا لبدء مهنة» في عام 2009 وفقًا لـ«بلومبيرغ بيزنس ويك».
أعلن في أوائل عام 2012 أن كيه بي إم جي لديها حوالي 11000 موظف في المملكة المتحدة و 9000 في الصين القارية وهونغ كونغ. وتوقع نائب رئيس مجلس إدارة كيه بي إم جي العالمية أن يتجاوز عدد الموظفين في الصين مثيله في المملكة المتحدة بنهاية عام 2013.

## جوائز
احتلت كيه بي إم جي المرتبة الأولى في تصنيفات الاستشارات لعام 2009 من قبل (OpRisk & Compliance) - تقديراً لخبرة كيه بي إم جي في إدارة المخاطر.
في عام 2011، احتلت الشركة المرتبة الثانية في أفضل مستشاري التعهيد في العالم - تقديراً لخبرة الشركة العميقة، والانتشار العالمي والنهج الشامل. في نفس العام، تم إدخال الشركة في قاعة مشاهير الأم العاملة بعد أن كُرمت لمدة 15 عامًا كواحدة من أفضل 100 شركة للأمهات العاملات الصادرة عن مجلة Working Mothers. صنفت مجلة (Consulting Magazine) كيه بي إم جي في المرتبة 13 ضمن أفضل الشركات التي يمكن العمل فيها لعام 2016.
في عام 2017، احتلت كيه بي إم جي المرتبة 29 على قائمة (Fortune) لأفضل 100 شركة للعمل فيها. في نفس العام، كانت كيه بي إم جي من بين أفضل 25 شركة في المملكة المتحدة للعمل.